# Współuzależnienie
Współuzależnienie – utrwalona forma funkcjonowania w długotrwałej, trudnej i niszczącej sytuacji związanej z patologicznymi zachowaniami uzależnionej bliskiej emocjonalnie osoby (np. partnera lub członka rodziny), ograniczająca w sposób istotny swobodę wyboru postępowania, prowadząca do pogorszenia własnego stanu i utrudniająca zmianę własnego położenia na lepsze. Współuzależnienie może wystąpić również w relacjach między członkami rodziny, przyjaciółmi czy współpracownikami.
Problemem tym zainteresowano się dopiero w XX wieku. Praktycznie do tej pory trwają spory na temat klasyfikacji tego zjawiska. Pierwszą osobą, która zainteresowała się wyżej wspomnianym problemem był Timmen Cermak (psychiatra) oraz Janet Woititz (terapeuta). W Polsce współuzależnieniem zajmowali się m.in. Bohdan Woronowicz, Jerzy Mellibruda, Hanna Szczepańska, Irena Pospiszyl.
Termin ten powstał w 1986 roku. Pojawił się pogląd, że współuzależnienie to lustrzane odbicie uzależnienia - bliska osoba osoby uzależnionej jest od niej uzależniona. Osoby te były prawdopodobnie wychowywane w dzieciństwie z deficytem w obrębie opiekuńczości. Analizując wypowiedzi specjalistów:
- przyczyny tego zjawiska są bardzo złożone,
- jest ono pułapką dla wszystkich osób żyjących w zaburzonej rzeczywistości,
- nie każdy partner osoby uzależnionej staje się osobą współuzależnioną.

Osobę taką cechuje chwiejność emocjonalna. Poza tym walka z nałogiem kogoś bliskiego kosztuje ją tyle sił i zdrowia, że w rezultacie brakuje jej czasu na siebie, dzieci, dom oraz rozrywki.